# Jリーグの選手契約条件
Jリーグの選手契約条件（Jリーグのせんしゅけいやくじょうけん）とは、Jリーグにおけるプロサッカー選手の契約条件のこと。
Jリーグにおける選手契約は、日本サッカー協会の定める「サッカー選手の登録と移籍等に関する規則」および「プロサッカー選手の契約、登録および移籍に関する規則」に基づいて行われる。

## 概説
日本では満16歳以上の選手がプロ契約を締結できる。契約の最長期間は5年間であるが、18歳未満の選手は3年間である。
Jリーグは、選手契約に際して大きく3つの段階を用意している。これは、選手の契約金や年俸の高騰化、またそれでクラブ経営を著しく悪化させる懸念があることから、選手の年俸に一定の上限を設けてクラブの経営安定化を目指そうとするものである。
選手の移籍は、1シーズンに2回ある登録期間（ウインドー）の間に行われる。登録ウインドー外でも無所属の選手、特例により認められるゴールキーパーの選手および育成型期限付き移籍の選手などの例外選手は移籍が認められるが、2回目の登録ウインドー後に設けられた追加登録期限以降は例外選手の登録も認められない。但しこの間も移籍を伴わない契約の解除決定はできる（解除された選手は次の解禁まで新規の契約はできない）。
以下は基本的にJ1・J2・JFLについて記しており、J3については若干異なるため、別項にて詳述する。

### 契約制度の大幅改定
なお、読売新聞が2024年9月23日に報じているところによれば、1998年から導入している「新人選手の年俸を制限する契約制度」について、2026年度から年俸の上限額を1200万円に引き上げる方針だという。これは、高校・大学の卒業前にJリーグのクラブを経ずして、ヨーロッパのクラブチームに加入する選手が増加しているため、待遇を改善して、Jリーグの魅力を向上させることが目的とされており、数年後に、上限の撤廃を視野に入れるという。また、従来にはなかった下限額（J1：480万・J2：350万・J3：240万円）も設ける方針だという。この「新人選手の年俸を制限する契約制度」については、日本プロサッカー選手会から改善を求める声が強まったことを受け、Jリーグや日本サッカー協会を中心に議論を重ねていたという。
ちなみに、1998年から導入されている「新人選手の年俸を制限する契約制度」は上限が460万円から始まり、一定の出場時間を満たすと670万円まで段階的に増額される仕組みとなっている。
その後、Jリーグは2024年9月24日に理事会を行い、いわゆる「プロABC契約」の撤廃を含んだ、Jリーグの選手契約制度の大幅改定を実施することを決めた。これは、「海外クラブとの競争」と「クラブライセンス制度の浸透」、それに、「日本のプロスポーツの発展」などといった様々な環境の変化が起きていることを踏まえ、クラブチームと日本サッカー協会、それに、日本プロサッカー選手会といった関係各所と時間をかけて議論を継続した結果、「プロサッカー選手のステータス向上」と「Jクラブの競争環境の促進」、それに、「海外クラブとの選手獲得競争や海外クラブ移籍による移籍金獲得額の向上への寄与」などの目的に向け、この度の制度改定を実施すべきと判断した。
まず、2026年2月1日から「プロ契約におけるABC区分を撤廃」と、いずれも消費税は別になるが基本報酬1200万円と支度金500万円といった「プロ契約締結初年度の報酬上限規制を緩和」することに踏み切り、その後、2026年7月1日からは「プロ契約の基本報酬の下限を新設」するとして、いずれも消費税は別として、J1が480万円、J2が350万円、J3が240万円に定めるとしている。

## 契約の種別

### プロA契約
年俸の上限は無いが、人数制限があり1チーム原則25人まで。後述のホームグロウン制度の定員以下の場合、翌シーズンのプロA契約選手の上限人数からホームグロウンの不足人数分を削減する。最低でもJ1所属チームは15人、J2所属チームは5人以上と選手契約を結ぶことが条件とされている。
プロA契約の最低保有人数（J1はプロA契約を含むプロ選手の最低保有人数20人）をクリアしていれば、アマチュア契約選手の登録も認められる。アマチュア選手は基本給（年俸や契約金）に関する契約を結ぶことが出来ないが、出来高払いの試合給は支給される。アマチュア選手を登録する例としては、2種登録選手・特別指定選手（ユースチーム所属の選手や、高校・大学チーム所属選手を所属させることのできる制度）や、サテライトなどに多い練習生契約の選手などである。
初めてA契約を結ぶ場合は、初年度に限り基本報酬に670万円の上限が設けられる。
なお、2005年度からAFCチャンピオンズリーグに進出するチーム（J1の上位3位までのクラブと天皇杯で優勝したクラブ 天皇杯の優勝チームがJ1上位3クラブの場合はJ1 4位が繰り上げ）は、A契約選手を1チーム27人まで拡大することが可能となっている。これは、チャンピオンズリーグとJリーグの日程が過密（主としてチャンピオンズリーグは火・水曜日開催）であるため、選手の体力的負担を抑える目的がある。
また、2014年から原則25人の例外措置として、自クラブの下部育成組織（第3種（U-15・ジュニアユース）、ないしは第2種（U-18・ユース））に3年以上在籍選手は25（27）人の対象外とした。
2024年シーズンは、オリンピック開催年の特別措置として27人までA契約選手の登録枠が拡大された。

### プロB契約
年俸の上限は460万円。出場給は1試合あたり47620円以下。人数制限なし。

### プロC契約
年俸の上限はB契約と同じ460万円（出場給は1試合あたり47620円以下）だが、入団後以下に示す所定の出場時間をクリアしていない者がこれに該当する。
- J1 - 450分（5試合フル出場相当）
- J2 - 900分（10試合フル出場相当）
- J3・JFL - 1350分（15試合フル出場相当）

この出場時間の対象となる試合にはクラブにおけるリーグ戦、リーグカップ戦、スーパーカップ、天皇杯、AFC・FIFA主催の国際大会の他、日本代表の国際Aマッチや世代別代表のオリンピック、AFC U23アジアカップ、アジア大会、FIFA U-20ワールドカップ本大会の試合なども含まれる。
C契約選手がこの条件をクリアした場合はA契約締結の権利を得ることができるが、一旦切り替えるとC契約には戻せない。また4年目以降の選手についてもA契約・B契約のみとなる。
シーズンの途中でプロC契約選手が上記条件の時間数をクリアしA契約に移行した場合は、そのシーズンに限ってプロA契約選手が25人を超えてもいいことになっている。

### ホームグロウン制度
ホームグロウンとは、家庭、あるいはその地域や国で栽培・生産されたという意味、およびそれから発展し、サッカー競技において、自国のクラブチームに所属し、育成した選手のことを指す。
Jリーグでは2019年から「ホームグロウン制度」を設けた。2019年 - 2020年はJ1のみ2人以上、2021年はJ1のみ3人以上、2022年はJ1は4人以上、J2とJ3は1人以上、2023年 - 2025年はJ1は4人以上、J2とJ3は2人以上のホームグロウン選手を保有することを義務付け、定員以下の場合、翌シーズンのプロA契約選手の上限人数から、ホームグロウンの不足人数分を削減する。ホームグロウンの登録人数はリーグ開幕時の登録ウィンドー（移籍）期間終了時点をもってカウントする。
ホームグロウン選手の要件は、
- 満12 - 21歳の間（12歳の誕生日を含むシーズン - 21歳の誕生日を含むシーズン）で、合計990日（3シーズン以上に相当する期間）、自クラブ（育成組織である第2種、第3種、第4種チームを含む）に登録している選手。
- 期間は必ずしも連続していなくても良い。
- 国籍、プロ・アマ、年齢などで区分けしない。
- 期限付き移籍選手の育成期間については移籍元（パス保有クラブ）の人数とみなしてカウントする。ただし、規定人数のカウントに関しては移籍先（レンタル先）のクラブでの登録数とみなす。
- 特別指定選手についてはホームグロウンの対象とはみなさない。

上記の自クラブの下部育成組織で3年以上育成し、プロA契約を結んだ選手についての、25（27）人枠を外れての登録は引き続き存続するが、その場合の当該選手もホームグロウン選手の対象とみなす。

### 外国籍選手
2019年シーズン以降は登録人数に制限はない（無制限）。
試合出場の外国人制限に関しては、外国人枠 (サッカー)を参照。

## J3での扱い

### クラブチーム
J3のクラブチームについては、「プロ契約選手の保有人数を3人以上」とする規定になっているが、この下限条件については「A契約」とは書かれていない他、A契約に移行するに必要な出場時間についても記載がなされていない（Jリーグ規約2014年改正版29ページ参照）が、日本サッカー協会の公式サイト ではJFLと同じ1350分以上出場でA契約に移行できるとしている。
なおスポーツニッポンによると、J3発足以前から、Jリーグでは、若手選手の出場機会を増やすため、2012年10月31日に契約関係者会議を開き、2013年シーズンにおいて試験的に、23歳以下の選手が保有権を持つクラブのディビジョンより下位（例：J1からJ2以下）のカテゴリーに属するチームへ移籍する場合に限り、期間制限を設けないことを決めたという（いわゆる育成型期限付き移籍制度）。反対するクラブもあることから1年間の試行とし、その結果に基づき本格導入するかどうか決めるとしていたが、継続中である。
また日本人選手（外国から国籍帰化した選手含む）の育成の観点から、2015年度までは別頁にも記したとおり、日本国籍に帰化した選手以外の外国人枠についてはJ1・J2よりも大幅に減らしており、一般外国人枠2名+提携国枠1人の最大3人までとし、在日枠、アジア枠は設定されていなかったが、2016年度からはこれをJ2以上と同じ形式に変更された。これは「J2・J3入れ替え戦」において、J3側の主管試合では従来のJ3ルール、J2側の主管試合はJ2ルールを準用するなどのレギュレーションの混乱を招きかねなかったためである。

### Jリーグアンダー22選抜
J3では2014年・2015年の2シーズン、J1・J2に加盟するクラブに所属する18 - 22歳の若手選手を対象とした「Jリーグ・アンダー22選抜チーム」を編成し、選手のメンバー登録を行っていた。

### セカンドチーム
2016年から上記J-22に代わって、希望クラブに対してJ3リーグへの参加を認めていた23歳以下（U-23）によるセカンドチームについては、選手登録について明確なトップ・U-23の線引き・区分けは行わず、同じ第1種登録で自由にトップとU-23の行き来ができるようになっていた（チーム登録はトップとU-23で同一扱いとするが、選手については事実上二重登録が可能であり、背番号がトップチームとU-23チーム別々でもよいこと<但しシーズン途中での変更は一切禁止>、同一日にトップチームとU-23の開催日が重複した場合は、2試合ともベンチ入りは可能であるが、どちらか一方の試合に1分でも出場した場合はもう一方の試合出場は不可とするなどの特例あり）。またC契約の選手がA契約に移行するために必要な出場試合時間はU-23チームの一員として出場した試合の分も合算されていた。

## 報酬
- 基本報酬（年俸）は上記項を参照
- 変動報酬
  - A契約 - 制限なし
  - B契約 - 原則として制限なしであるが、出場プレミアム給を受給する場合は1試合当たり5万円以下とする
  - C契約 - 出場プレミアム給（B契約に同じ）、および勝利プレミアム給のみ
  - 統一契約書以外の契約を結んだ外国籍選手はプロA契約と同等の扱いとするが変動報酬はなし。
  - 社員選手とアマチュア契約選手についても変動報酬なし。
- トレーニングコンペンセーション
  - A・B契約選手
    - A契約提示時 - 原則として算定基準に基づく
    - B契約提示時、およびA契約提示時でも現報酬50%未満の選手 - 30万円×在籍年数
    - クラブが契約更新の意思がない場合 - なし

  - C契約選手
    - A契約提示時、または現報酬を下回らない範囲でのC契約を継続する場合 - 原則として算定基準に基づく
    - B契約提示時、または現報酬を下回る範囲でC契約を継続する場合 - 30万円×在籍年数
    - クラブが契約更新の意思がない場合 - なし

  - 統一契約書以外の契約を結んだ外国人選手 - なし
  - 社員契約選手 - 30万円×在籍年数
  - 社員契約以外のアマチュア契約選手 - トレーニング費という名目で支給

なお、2020年のJリーグから、J2・J3のそれぞれにおいて、若手選手の育成の観点から、21歳以下の日本人選手（帰化者・在日枠・2種登録選手・特別指定選手含む）を対象とした「JリーグU-21選手出場奨励ルール制度」を設け、21歳以下の選手の1年間の総出場時間が、J2で3780分、J3で3240分（ゴールキーパーは出場時間を2倍とみなして計算する）以上に達した場合、その当該クラブに対して、J2は300万円、J3は200万円を奨励金として支給する。ただし対象となる試合はリーグ戦のみとし、J1参入プレーオフなどのカップ戦は含まない。またJ3の23歳以下のセカンドチームについても対象外とする。